# 林俊成
林 俊成（りん・しゅんせい、LIN, Chunchen、1963年5月 - ）は、日本で活躍する計算機科学者。専門は、教育工学、情報処理工学。
東京外国語大学国際日本学研究院教授。博士（工学）。

## 略歴
1993年3月、早稲田大学大学院理工学研究科修士課程修了、1996年3月、同博士後期課程単位取得退学。2003年3月、博士（工学） 学位取得。学位論文の題は　「書籍文書構造解析システムを用いたネットワークe-learningシステムの研究(A study on networked e-learning system by using analysis system of document structure of books) 」。 
1996年4月、早稲田大学理工学部助手、1998年4月、東京外国語大学外国語学部助手、2002年4月、講師、2004年4月、助教授を経て、2009年4月より、同総合国際学研究院（言語文化部門・言語研究系）教授（大学院重点化に伴う所属変更）、2015年4月より同大学国際日本学研究院教授。

## 研究業績
- ”語学教科書を用いたマルチメディアドイツ語教材の開発および評価”，外国語教育学会論文誌, Vol.5, pp.1-20, 2002
- 目次情報を用いた書籍の文書画像構造解析，情報処理学会論文誌, Vol43, No.10, pp3179-3190, 2002
- “A Developing Method Applied Database Techniques for Web-based Japanese Learning”, ED-Media2003, pp.1321-1324, 2003